# Pelagornis
Pelagornis es un género de aves marinas extintas integrado por 4 especies. Mantuvo especies vivientes desde el Oligoceno superior y el Pleistoceno temprano, es decir, desde los 25 hasta los 2,5 millones de años atrás. Se incluye en la familia de aves marinas Pelagornithidae, las que llegaron a habitar en todo el mundo.
Sus largas alas le permitían volar mediante planeos por largas distancias en búsqueda de su alimento, guardando una similitud de hábitos con la actual ave voladora de mayor envergadura: el albatros viajero o errante. Para capturar sus presas contaba con un largo pico provisto de afilados dientes.
La mayor de sus especies (Pelagornis sandersi) presentaba una envergadura alar de alrededor de 7 metros, lo que la convertiría en el ave voladora más grande conocida.|

## Taxonomía
Este género fue descrito originalmente en el año 1857 por el paleontólogo y geólogo francés Édouard Lartet.
Especies
Se subdivide en 4 especies: 
- Pelagornis chilensis Mayr & Rubilar, 2010[3]
- Pelagornis mauretanicus Mourer-Chauviré & Geraads, 2008
- Pelagornis miocaenus Lartet, 1857
- Pelagornis sandersi Ksepka, 2014